# Eisothistos maledivensis
Eisothistos maledivensis is een pissebed uit de familie Expanathuridae. De wetenschappelijke naam van de soort is voor het eerst geldig gepubliceerd in 1979 door Wägele.